# 马戏团 (电影)
《马戏团》（英語：The Circus）是1928年的一部无声电影，由查理·卓别林编剧和执导。电影中的明星有卓别林，哈利·克罗克，肯尼迪·梅尔纳，阿尔·欧内斯特·加西亚，乔治·戴维斯和亨利·伯格曼 。故事中，一个不景气马戏团的驯兽师雇用卓别林饰演的流浪汉去做一个小丑，但发现他的滑稽行为都是无意引起的，而刻意让他表演则行不通。
在卓别林的职业生涯中，这部电影的制作过程是最困难的一次。期间发生了众多的问题和阻碍，包括工作室火灾，卓别林母亲汉娜·卓别林的死亡，卓别林与他第二个妻子丽泰·格雷的离婚，以及国税局对卓别林欠补缴税款的索赔。
《马戏团》是电影史上票房收入第七高的默片，超过$ 3.8亿美元（1928年）。

## 评价
《马戏团》深受观众和评论家们的好评，尽管票房表现不错，但还是低于《淘金记》（1925年）。许多评论家将它和《淘金记》视为卓别林最好的两个喜剧。

## 奖项
虽然卓别林凭这部影片获得了四项奥斯卡奖提名，但奥斯卡在评选过程中却把他例外出来，单独颁了一个特别奖项  。虽然大多数非官方的提名名单中包括卓别林，但奥斯卡已不再在自己的官方提名名单中列出他的提名。
| 奥斯卡奖                                                 | 提名人                                                                           |
| -------------------------------------------------------- | -------------------------------------------------------------------------------- |
| 最佳作品奖                                               | 美国艺术家 (查理·卓别林, 制片人)                                                 |
| 喜剧影片的最佳导演                                       | 查理·卓别林                                                                      |
| 最佳男演员                                               | 查理·卓别林                                                                      |
| 最佳剧本（原创故事）                                     | 查理·卓别林                                                                      |
| 奥斯卡在评选过程中把他例外出来，并颁给了他一个特别奖项。 |                                                                                  |
| 特别奖项                                                 | 查理·卓别林 理由：多才多艺，集表演、编剧、导演和制片于一身；制作了影片《马戏团》 |